# Довгалівка (Прилуцький район)
Довгалі́вка — село в Чернігівській області України. За адміністративним поділом до липня 2020 року село входило до складу Талалаївського району, а після укрупнення районів входить до Прилуцького району. Входить до складу Талалаївської селищної громади. Розташоване на правому березі річки Лисогору, за 18 км від залізничної станції Талалаївки. Населення — 404 осіб, площа — 0,211 км².

## Історія
Село вперше згадується під 1666 роком. Воно було вільним військовим селом і входило до складу Срібнянської сотні Прилуцького полку Гетьманщини. Тоді в селі було 17 господарств селян, які «орали на 2-х волах»; козаки не показані.
1737 року в селі було 24 господарств селян, 32 господарства козаків (11 виборних , 21 підпомічників). 1738 року голова «Правління гетьманського уряду» О.І.Рум'янцев надав його на уряд полковнику Семену Полозову, який перебував тоді в Глухові на посаді генерального підскарбія. 1740 року в селі було 16 дворів (17 хат) селян, 41 двір (47 хат) козаків; діяла дерев'яна
Василівська церква, споруджена 1731 року (перша церква збудована ймовірно до 1666 року). 1751 року гетьман Кирило Розумовський віддав частину села удові бунчукового товариша Івана Савича — Анастасії Степанівні (уродженій Забілі), а другу частину — їхній дочці Марфі.
1780 року в селі 27 дворів (40 хат) селян, власниками яких були: камергер М. В. Будлянський — 5 дворів, військовий товариш
Зарудний — 15 дворів та срібнянський сотник Йосип Масло — 7 дворів; 60 дворів (106 хат) козаків, 1 двір — «пушкарів».
У 1782—1796 роки село входило до Роменського повіту Чернігівського намісництва та Малоросійської губернії (1796-1802), з 1802 року до Прилуцького повіту Полтавської губернії.
1797 року налічувалось 405 душ чоловічої статі податкового населення.
Є на мапі 1800 року.
За даними на 1859 рік у власницькому та казенному селі Прилуцького повіту, мешкало 1225 осіб (593 чоловічої статі та 632 — жіночої), налічувалось 186 дворових господарств, існували православна церква та завод.
У 1861 році — 66 козаків села підпорядковані Никонівському Волосному правлінню відомства Палати державного майна, а селяни — Блотницькому Волосному правлінню тимчасовозобов'язаних селян. Після реорганізації волостей село у 1867 році увійшло до Блотницької волості 1 -го стану.
Станом на 1885 рік - село Блотницької волості, мешкало 1100 осіб, налічувалось 175 дворових господарств, існували православна церква, школа, 2 постоялих будинки, кузня, 15 вітряних млинів і 4 маслобійні.
1886 року — 35 дворів селян-власників, 161 двір козаків, 1 двір міщан, 222 хати, 1149 жителів; діяли: нова дерев'яна церква 1854 року побудови, початкове однокласне земське училище, засноване 1872 року, 2 шинки, кузня, 18 вітряків, 4 олійниці.
За переписом 1897 року кількість мешканців зросла до 1181 особи (572 чоловічої статі та 609 — жіночої), з яких 1139 — православної віри.
У 1910 році в селі 236 господарств, з них козаків — 183, селян — 45, євреїв — 3, інших непривілейованих — 1, привілейованих-4, налічувалось 1 348 жителів, у тому числі 5 теслярів, 5 кравців, 4 шевці, 1 столяр, З ковалі, 4 слюсарі, 116 ткачів, 1 візник, 83 поденники, 10 займалися інтелігентними та 90 — іншими неземлеробськими заняттями, все інше доросле населення займалося землеробством. Було 1662 десятина придатної землі. У земському початковому училищі навчалося 95 хлопчиків та 40 дівчат (станом на 1912 рік), працювали школа грамоти та недільна школа для дорослих жінок; діяла дерев'яна Василівська церква
(закрита за радянської влади). Землевласниками були поміщики: А. М. Орловський, М.М.Данчич, В. В. Маслова.
З приходом радянської влади, у 1923 року село відійшло до Роменської округи УСРР.
Після 1945 року приєднано х. Пручаїв.

### В складі України
З 1991 року село у складі України. У 1996 році в селі було 160 дворів, мешкало 440 жителів.
До 2020 року було підпорядковане Юрківцівській сільській раді.

## Пам'ятки

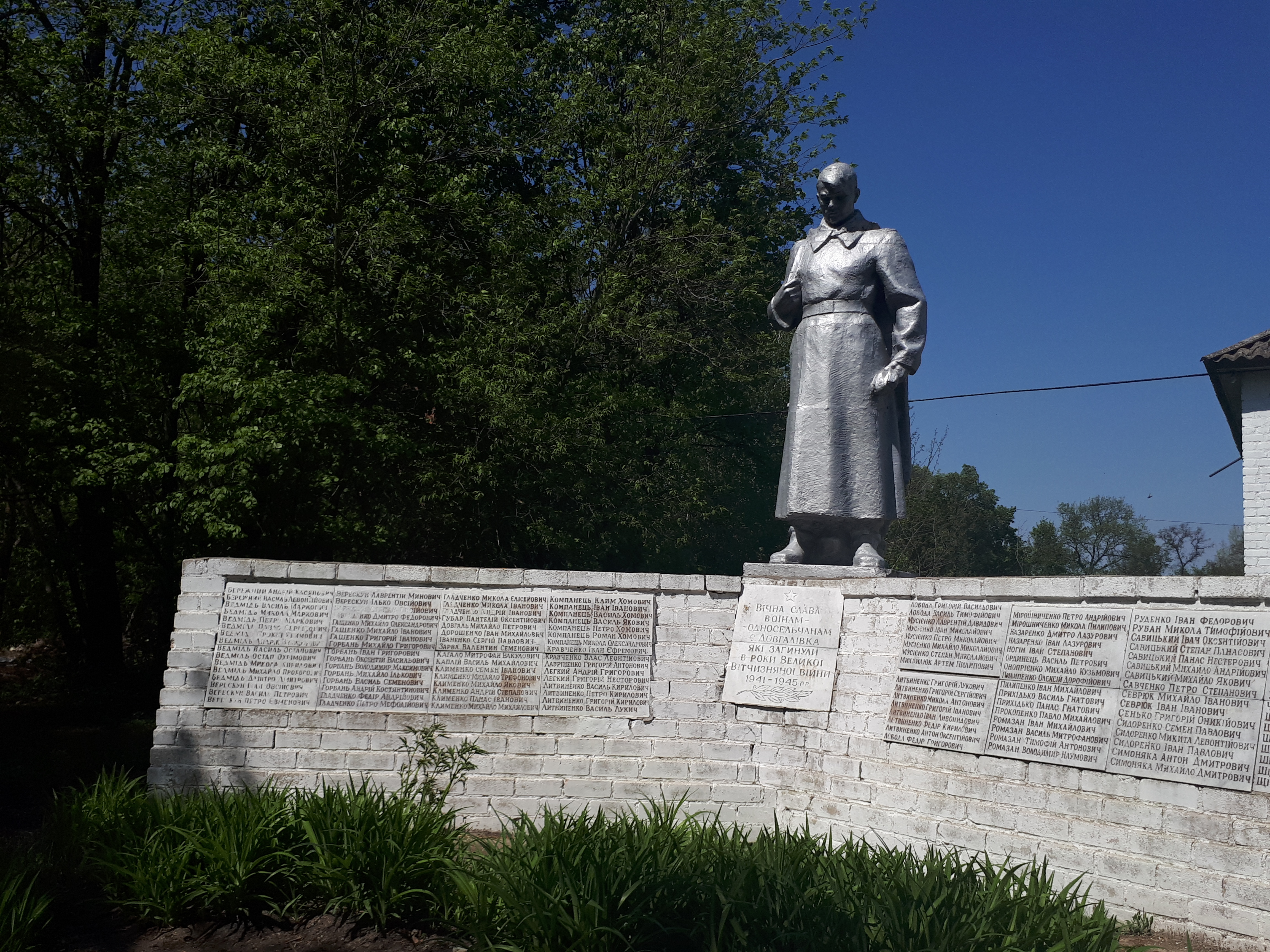
пам'ятний знак 122 воїнам-односельчанам

В селі знаходиться братська могила 3-х радянських воїнів, які загинули при обороні села у серпні 1941 року та пам'ятний знак 122 воїнам-односельчанам, які загинули в роки німецько-радянської війни.

## Люди
В селі народився Вакулович Віктор Овсійович (1921—1992) — український хоровий диригент, педагог; заслужений діяч мистецтв УРСР.